# The Lay of Thrym
The Lay of Thrym er det sjette studiealbum fra det færøske viking folkmetal band Týr. Det blev udgivet d. 27. maj 2011 via Napalm Records.
Navnet på albummet kommer fra en af de bedst kendte digte i den Ældre Edda, kaldet Þrymskviða eller "The Lay of Thrym" på engelsk. Bandet afslørede navnet på albummet sammen med udgivelsesdatøn på der MySpaceside. Coveret er designet af Gyula Havancsák. Dette blev det sidste album med trommeslageren Kári Streymoy, der havde været siden begyndelsen i 1998.
Albummet indeholder en coverversion af Black Sabbaths "I", der blev skrevet af Geezer Butler, Ronnie James Dioog Tony Iommi og en coverversion af Rainbows sang "Stargazer", skrevet af Ritchie Blackmore og Ronnie James Dio.

## Spor
| #   | Titel                                     | Længde |
| --- | ----------------------------------------- | ------ |
| 1.  | "Flames of the Free"                      | 4:17   |
| 2.  | "Shadow of the Swastika"                  | 4:23   |
| 3.  | "Take Your Tyrant"                        | 3:53   |
| 4.  | "Evening Star"                            | 5:05   |
| 5.  | "Hall of Freedom"                         | 4:07   |
| 6.  | "Fields of the Fallen"                    | 4:59   |
| 7.  | "Konning Hans"                            | 4:28   |
| 8.  | "Ellindur bóndi á Jaðri"                  | 3:55   |
| 9.  | "Nine Worlds of Lore"                     | 4:04   |
| 10. | "The Lay of Thrym"                        | 6:48   |
| 11. | "I (Black Sabbath cover – bonus track)"   | 4:43   |
| 12. | "Stargazer (Rainbow cover – bonus track)" | 6:19   |